# Franz Niedner (Mediziner)
Franz Niedner (* 17. September 1905 in Frankfurt am Main; † 16. Juni 1974 in Frankreich) war ein deutscher Chirurg und Hochschullehrer.

## Leben
Niedner besuchte die Kreuzschule in Dresden. Nach dem Abitur begann er Medizin an der Ludwig-Maximilians-Universität München und der Universität Graz Medizin zu studieren. Er wurde im Corps Makaria München und im Corps Joannea aktiv. Zum 1. September 1929 trat er der NSDAP bei (Mitgliedsnummer 152.211) und schloss sich auch der SS an (SS-Nummer 2.549). Als Inaktiver wechselte er an die Universität Rostock, die Universität Hamburg, die Universität Leipzig und die Christian-Albrechts-Universität zu Kiel. Von 1939 bis 1945 diente er als Sanitätsoffizier, zuletzt als Divisionsarzt (Oberfeldarzt) der 6. Gebirgs-Division (Wehrmacht). Er habilitierte sich 1943 in Wien und lehrte dort als Privatdozent. Ende Januar 1945 wurde er zum SS-Standartenführer befördert wurde.
Nach dem Krieg gelang ihm 1951 die Umhabilitation an die Eberhard Karls Universität Tübingen. Er wurde dort Privatdozent und 1956 apl. Professor. 1955 wurde er Chefarzt und Direktor der Chirurgischen Klinik der Städtischen Krankenanstalten in Ulm. Nach Gründung der Universität Ulm wurde er Ordinarius für Allgemeine, Abdominal- und Thoraxchirurgie sowie Leiter der ersten Abteilung des Departements für Chirurgie.